# Ralph L. Brinster

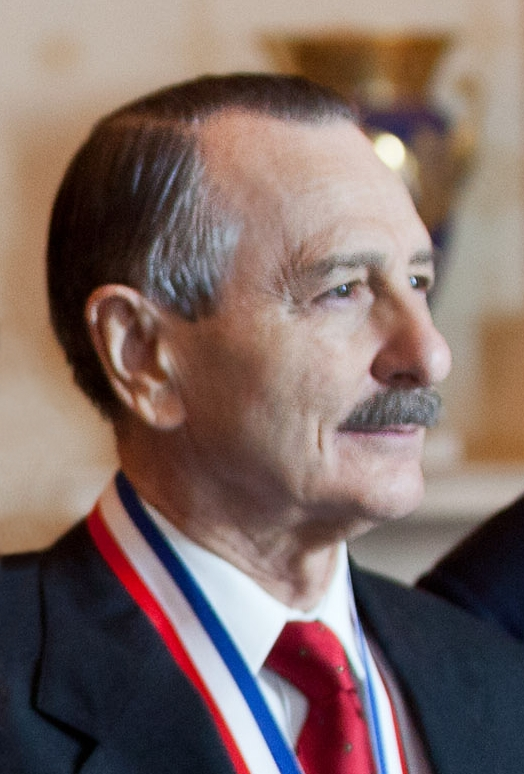
Ralph L. Brinster (2010)

Ralph Lawrence Brinster (* 10. März 1932 in Montclair, New Jersey) ist ein US-amerikanischer Veterinärmediziner und Genetiker. Er ist Professor für Physiologie der Reproduktion an der University of Pennsylvania in Philadelphia.

## Leben
Brinster erwarb 1953 einen Bachelor an der landwirtschaftlichen Schule (School of Agriculture) der Rutgers University, New Jersey, 1960 einen V.M.D. (Berufsdoktorat in Veterinärmedizin) und 1964 einen Ph.D. in Physiologie an der University of Pennsylvania in Philadelphia. Als Postdoktorand arbeitete er am Jackson Laboratory in Bar Harbor, Maine, und am Marine Biological Laboratory in Woods Hole, Massachusetts. Ab 1960 übernahm er Lehraufgaben in der Abteilung für Physiologie (Humanmedizin) der University of Pennsylvania. Eine Professur (Assistant Professor 1965, Associate Professor 1966, ordentliche Professur 1970) erhielt er in der Veterinärmedizin der University of Pennsylvania.

## Wirken
Brinster legte mit seinen Arbeiten Grundlagen zur Entwicklung transgener Organismen. Er entwickelte Systeme zur Kultivierung von Eizellen, die essentiell für die Erzeugung transgener Tiere sind. Er konnte Blastozysten aus Stammzellen älterer Embryonen kultivieren und durch Kombination von Zellen aus Teratokarzinomen mit blastozytären Zellen ausgewachsene chimäre Mäuse heranzüchten. Brinster war der erste, der mittels Mikroinjektion fremde RNA in befruchtete Eizellen einbrachte und gehört zu den Pionieren der Mikroinjektionstechnik bei der Entwicklung transgener Mäuse.
Jüngere Arbeiten befassen sich mit der Biologie der spermatogonischen Stammzelle (spermatogonial stem cell, SSC) verschiedener Spezies, ihrer Kultivierung und Transplantation.

## Auszeichnungen (Auswahl)
- 1986 Mitgliedschaft in der American Academy of Arts and Sciences[1]
- 1987 Mitgliedschaft in der National Academy of Sciences[2]
- 1989 Mitgliedschaft in der American Association for the Advancement of Science
- 1994 Prix Charles-Léopold Mayer der Académie des sciences (gemeinsam mit Richard Palmiter)[3]
- 1996 March of Dimes Prize in Developmental Biology
- 1997 Bower Award and Prize for Achievement in Science
- 2003 Wolf-Preis in Medizin (mit Mario Capecchi und Oliver Smithies)[4]
- 2006 Gairdner Foundation International Award[5] (mit Ronald M. Evans, Alan Hall, Thomas D. Pollard, Joan Steitz)
- 2010 National Medal of Science